# Расінг Клуб Аїтьєн
«Расінг Клуб Аїтьєн» (фр. Racing Club haïtien) — гаїтянський футбольний клуб зі столиці держави, Порт-о-Пренс. Один з найтитулованіших клубів країни.

## Історія
Заснований 23 березня 1923 року в місті Порт-о-Пренс. 
«Расінг Клуб Аїтьєн» у 1963 році під керівництвом Антуана Тассі став першим гаїтянським клубом, який виграв Лігу чемпіонів КОНКАКАФ. Клуб виграв найбільшу кількість чемпіонств в історії гаїтянських клубів, 14, у 1937/38, 1941, 1946, 1947, 1953/54, 1958, 1962, 1969, 2000, 2002 Клутюр і 2009 Клутюр. У 1941 році оформив золотий дубль, після перемоги в чемпіонаті та кубку Гаїті.

## Досягнення
- Чемпіонат Гаїті
  -  Чемпіон (14): 1938, 1941, 1946, 1947, 1954, 1958, 1962, 1963, 1966, 1967, 1969, 2000, 2002 C, 2009 C

- Кубок Гаїті
  -  Володар (2): 1941, 1944

- Кубок чемпіонів КОНКАКАФ
  -  Володар (1): 1963

- Турнір Гаїті-Ямайка-США
  -  Чемпіон (1): 1968[4]

## Статистика виступів на континентальних турнірах
- Ліга чемпіонів КОНКАКАФ

1963 – Переможець КОНКАКАФ
1967 – Перший раунд (Кариби) – Груповий етап – 5-те місце – 2 очок (етап 1 з 3)
1970 – Фінальний раунд (Кариби) – Програли  «Трансвааль» (етап 3 з 3); невідомі результати
1975 – невідомі результати; знявся або був дискваліфікований
1978 – First Round (Caribbean) – Lost against  Pele FC 4 – 2 on aggregate (stage 1 of 4)
- Клубний чемпіонат КФС: 1 виступ

2001 – Другий раунд – Група A – 2-ге місце – 2 очки

## Відомі гравці
- Арсен Огюст
- Жуделен Авеска
- Фріц Леандре
- Жозеф-Маріон Леандре
- Джеймс Марселен
- Гі Сан-Віль
- Роже Сан-Віль
- Антуан Тассі
- Едді Антуан
- Клод Бартелемі
- Жерар Жозеф
- Вільнер Назер

## Відомі тренери
- Антуан Тассі